# Association internationale du Congo
De Association internationale du Congo of AIC (Internationale Congovereniging) werd op 17 november 1879 opgericht door koning Leopold II. Ogenschijnlijk was de vereniging neutraal en internationaal, maar in feite was het een vehikel om zijn persoonlijke belangen na te streven. Ze bestond enige tijd parallel met het Comité d'études du Haut-Congo, wiens naam ook na de vereffening nog bewust gebruikt werd om verwarring te zaaien.

## Activiteiten
Concreet moest de vereniging controle vestigen over het Congobekken. Daartoe werden internationale figuren als Henry Morton Stanley in dienst genomen, met de opdracht om op expeditie te gaan en zoveel mogelijk land te kopen van Afrikaanse stamhoofden.

## Leden en organen
Hoewel in naam internationaal, droeg Leopold er zorg voor dat de vereniging bemand werd door vertrouwelingen en hield hij de koloniale machten op veilige afstand. Voorzitter van de AIC was kolonel Maximilien Strauch.

## Internationale erkenning
Leopolds strategie bleek effectief. Op 10 april 1884 gaf de Amerikaanse senaat toestemming aan president Chester A. Arthur om de vlag van de AIC te beschouwen als die van een geallieerde regering. Dit werd op 22 april gevolgd door de erkenning van de "posten en vrije gebieden" van de AIC.
Op 24 april beloofde Frankrijk om de gebieden te respecteren, nadat het land een voorkooprecht erop had gekregen. Dit bracht Groot-Brittannië, Duitsland en Portugal ertoe om de rechten van de AIC te aanvaarden (8 november 1884), liever dan Congo in handen van de Franse rivaal te zien belanden.
Onmiddellijk daarna volgde de Conferentie van Berlijn om een en ander verder uit te werken. Op 23 februari 1885 erkende de conferentie de AIC als soevereine staat, een primeur voor een internationale organisatie. Twee maanden later liet het Belgisch parlement de koning toe om het hoofd te zijn van "de staat die in Afrika door de Internationale vereniging is gesticht". Daarmee had Leopold zijn slag thuis gehaald en werd de façade overbodig. Op 29 mei werd de « Association internationale du Congo » bij regeringsdecreet omgevormd tot « État indépendant du Congo », de Kongo-Vrijstaat.